# Agriphila cyrenaicellus
Agriphila cyrenaicellus é uma espécie de insetos lepidópteros, mais especificamente de traças, pertencente à família Crambidae.
A autoridade científica da espécie é Émile Louis Ragonot, tendo sido descrita no ano de 1887.
Trata-se de uma espécie presente no território português.